# Хроника Холодной войны (1945 год)
Хронология Холодной войны
- 1943
- 1944
- 1945
- 1946
- 1947
- 1948
- 1949
- 1950
- 1951
- 1952
- 1953
- 1954
- 1955
- 1956
- 1957
- 1958
- 1959
- 1960
- 1961
- 1962
- 1963
- 1964
- 1965
- 1966
- 1967
- 1968
- 1969
- 1970
- 1971
- 1972
- 1973
- 1974
- 1975
- 1976
- 1977
- 1978
- 1979
- 1980
- 1981
- 1982
- 1983
- 1984
- 1985
- 1986
- 1987
- 1988
- 1989
- 1990
- 1991

- 4—11 февраля: Ялтинская конференция в Крыму, с участием Президента США Франклина Рузвельта, Премьер-министра Великобритании Уинстона Черчилля и советского лидера Иосифа Сталина, а также главных чиновников трёх держав. Основное внимание уделяется решению вопроса о послевоенном статусе Германии. Союзники по Второй мировой войне (США, СССР, Великобритания, а также Франция) делят Германию на четыре оккупационные зоны. Страны-союзники соглашаются, что в Польше и во всех странах, оккупированных нацистской Германией, должны быть проведены свободные выборы. Кроме того, новая Организация Объединённых Наций должна заменить распавшуюся Лигу Наций.
- 6 марта: Советский Союз устанавливает марионеточное просоветское правительство в Румынии.
- 7 марта: Иосип Броз Тито назначен главой временного правительства Федеративной Народной Республики Югославии.
- Март — апрель: США и Великобритания возмущены тем, что Сталин исключает их из переговоров по Польше и передаёт Польшу под власть коммунистического марионеточного правительства, контролируемого из Москвы.
- Март — апрель: Сталин возмущён сведениями об операции «Санрайз», в частности что американское УСС в Швейцарии якобы ведёт переговоры о капитуляции немецких войск; он требует присутствия представителей советского командования на всех переговорах. Президент США Франклин Рузвельт категорически отрицает обвинения, но распоряжается прекратить переговоры в Швейцарии. Представители советского командования присутствует на переговорах в Италии, ведущих к капитуляции.
- 12 апреля: Смерть Франклина Рузвельта; Вице-президент США Гарри Трумэн вступает в президентские полномочия, не будучи в полной мере извещён о текущих негласных договорённостях с СССР и союзниками по Второй мировой войне, ничего не зная об атомной бомбе и предвзято относясь к Советскому Союзу.
- 22 мая: Смерть генерал-майора юстиции Николая Зори, советского обвинителя на Нюрнбергском процессе, который 23 мая был обнаружен мёртвым у себя в номере гостиницы в Нюрнберге, с пулевым ранением в лоб. Накануне Зоря просил непосредственного начальника — генерального прокурора Константина Горшенина — срочно организовать ему поездку в Москву для доклада Андрею Вышинскому о сомнениях, возникших у него при изучении катынских документов, для предстоящего доклада на рассмотрении Катынского дела в Нюрнберге. На следующее утро Зорю нашли мёртвым. Кроме осмотра места происшествия, расследование инцидента не проводилось. Официальная советская версия — «неосторожность при чистке оружия».
- 16 июня: Гибель в ДТП советского коменданта Берлина генерал-полковника Николая Берзарина. Официальная советская версия — «не справился с управлением трофейным мотоциклом».
- после 24 июня: Начало послевоенного бегства советских лётчиков за рубеж.
- 24 июля: На Потсдамской конференции Президент США Гарри Трумэн сообщает Сталину, что Соединённые Штаты обладают ядерным оружием.
- 6 августа: Президент США Гарри Трумэн следует совету военного министра Генри Стимсона и даёт разрешение на первое в мире военное применение атомного оружия против японского города Хиросима.
- 8 августа: СССР выполняет своё обязательство перед западными союзниками, объявляя войну Японии в течение трёх месяцев после победы в Европе и вторгается в Маньчжурию.
- 9 августа: Не получив ответа Японии на его ультиматумы, Президент США Гарри Трумэн даёт разрешение на второе и последнее в мировой истории военное применение атомного оружия против японского города Нагасаки.
- 10 августа: Двое офицеров Армии США Дин Раск и Чарльз Бонстил[англ.], получив задачу представить командованию план разграничения сфер влияния СССР и США в Корее, предлагают вариант разделения американской и советской оккупационных зон Корейского полуострова по 38-й параллели северной широты. 38-я параллель станет впоследствии границей между двумя Кореями, которая существует до сегодняшнего дня.
- 12 августа: Японские войска в Корее сдаются советской и американской армиям. Генерал Джон Ходж принял капитуляцию у последнего японского генерал-губернатора Кореи Абэ Нобуюки.
- 17 августа: Индонезия объявляет о своей независимости от голландского господства, что послужило началом индонезийской национальной революции.
- 19 августа — 1 сентября: Вьетминь захватывает контроль над Ханоем после капитуляции японских военных. Лидер Вьетминя Хо Ши Мин провозглашает независимую Демократическую Республику Вьетнам.
- 29 августа: Обстрел «Боинга Суперкрепости» ВВС Армии США, сбрасывавшего провиант в лагерь для военнопленных под Хамхыном, Корея, советским истребителем Як-9 пилотируемым лётчиком Жижевским, который принудил «Боинг» приземлиться. Экипаж «Боинга» в результате атаки не пострадал.
- 2 сентября: Японцы безоговорочно капитулируют перед США. Генерал Дуглас Макартур руководит оккупацией Японии и фактически не допускает к процессу советских и других представителей союзников.
- 2—16 сентября: Советско-американские воздушные бои над Маньчжурией — советские истребители против воздушных патрулей 7-го флота США.
- 4 сентября: Начало операции «Чёрный список-40»: группа обеспечения прибытия американских экспедиционных сил прибывает на аэродром Кимпхо в Сеуле, Корея. Правительство США плохо представляет себе геополитическое значение Корейского полуострова, перепоручает этот вопрос генералу Дугласу Макартуру, тот также не проявляет особого интереса к корейскому вопросу, приказывает генералу Джону Ходжу действовать «жёстко» в отношении Кореи. Тот сходу начинает американизацию подконтрольной американцам части Кореи.
- 5 сентября: Игорь Гузенко, работник советского посольства в Канаде, сбегает к канадцам и предоставляет в распоряжение Королевской канадской конной полиции доказательства о советской шпионской сети, действующей в Канаде и США. Эти разоблачения помогают изменить в западном общественном сознании восприятие Советского Союза из союзника во врага западных демократий.
- 15 октября: Во время планового патрулирования самолёт ВМС США PBM-5 «Маринер» был атакован советским истребителем в 25 милях южнее Дайрена (Порт-Артура). Перед этим «Маринер» обнаружил шесть советских транспортных кораблей на якорной стоянке и гидросамолёт у китайского берега в Чжилийском заливе, в северо-западной части Жёлтого моря.
- Ноябрь: Сталин отказывается уступить оккупированную советскими войсками территорию в Иране, что положило начало Иранскому кризису. Образуются два кратковременных просоветских марионеточных режима, Демократическая Республика Азербайджан и Республика Мехабад.
- 9 декабря: По дороге на охоту на фазаньих угодьях близ Шпайера попадает в ДТП американский генерал Джордж Паттон, весьма популярный в Америке, потенциальный кандидат в президенты США. 21 декабря Паттон умирает от эмболии в военном госпитале в Гейдельберге.